# Nicolò d'Arco
Nicolò d'Arco (Arco, 1492 circa – Mantova, 1546 circa) è stato un umanista e poeta italiano.

## Biografia
Per lungo tempo i biografi hanno datato la sua nascita al 3 dicembre 1479, ma studi più recenti la collocano attorno al 1492. Figlio del conte Odorico d'Arco e di Susanna Collalto, studiò a Pavia, a Padova e all'Università di Bologna, dove frequentò, tra gli altri, gli umanisti Paolo Ricci, Marcantonio Flaminio e Bernardo Clesio, e conobbe anche Erasmo da Rotterdam.
Legato, per le origini trentine della famiglia, agli Asburgo, fu ufficiale dell'esercito imperiale ma la sua attività fu prevalentemente letteraria, svolta nella corte gonzaghesca di Mantova, da dove mantenne rapporti con Paolo Giovio, Girolamo Fracastoro, Annibal Caro e dove sposò Giulia Gonzaga, contessa di Novellara, figlia di Giampietro Gonzaga.
La sua produzione poetica, prevalentemente in latino, è raccolta nei Numeri, pubblicati per la prima volta a Mantova nel 1546, data in cui presumibilmente morì.